# Karl-Heinz Rode
Karl-Heinz Rode (* 1947) ist ein ehemaliger deutscher Diplomat, der zuletzt von 2010 bis 2012 Botschafter in Honduras war. Er war Inoffizieller Mitarbeiter des Ministeriums für Staatssicherheit.

## Leben

### Ausbildung und Auswärtiger Dienst
Nach dem Abitur studierte Rode Volkswirtschaftslehre an der Philipps-Universität Marburg.
1976 trat Rode als Beamter in den Diplomatischen Dienst ein und fand nach Beendigung seiner Attachéausbildung 1978 zunächst Verwendung im Auswärtigen Amt in Bonn sowie anschließend von 1980 bis 1983 am Generalkonsulat in São Paulo. Nach einer weiteren Tätigkeit an der Botschaft in Mexiko kehrte er 1986 in die Zentrale des Auswärtigen Amtes zurück. Danach war er von 1989 bis 1992 an der Botschaft in Spanien tätig, ehe er wieder eine Position innerhalb des Bundesaußenministeriums übernahm. Zwischen 1997 und 2000 war er an der Botschaft in Peru tätig und nach einer Verwendung im Auswärtigen Amt später von 2003 bis 2006 an der Botschaft in Österreich. Im Anschluss wurde er zum Leiter des Deutschland-Zentrums in Mexiko ernannt.
Seit dem 24. Februar 2010 war Rode Botschafter der Bundesrepublik Deutschland in Honduras als Nachfolger von Paul Albert Resch. Dieses Amt übte er bis zu seinem Eintritt in den Ruhestand Ende Juli 2012 aus. Nachfolger als Botschafter wurde im September 2012 Johannes Trommer, der zuvor als Ständiger Vertreter des Botschafters in Dänemark fungierte.

### Inoffizieller Mitarbeiter
Rode war von 1974 bis 1989 als Inoffizieller Mitarbeiter des Ministeriums für Staatssicherheit der DDR erfasst. Er hatte die Kategorie Objektquelle und den Decknamen Maro. Sein Instrukteur war Hans-Georg Schrader, Hauptamtlicher Inoffizieller Mitarbeiter/Aufklärung (HIM/A) der Abteilung I der Hauptverwaltung A von 1970 bis 1990. Am 25. Mai 1994 erhob der Generalbundesanwalt beim Bundesgerichtshof Anklage beim Oberlandesgericht Düsseldorf gegen Rode und Schrader. Zu dieser Zeit war Rode Vortragender Legationsrat. Das Verfahren gegen ihn wurde mit Beschluss vom 13. Oktober 1994 unter Auflagen und Weisungen eingestellt (§ 153a Abs. 2 StPO), gegen Schrader am 11. Januar 1995.